# 保衛法國運動

保衛法國運動（法語：Mouvement pour la France，缩写为MPF）為法國保守主義和歐洲懷疑主義的政黨，成立於1994年11月20日，旺代省為主要票倉。领袖為菲利普·德·維里耶（Philippe de Villiers），曾在席哈克任內擔任通訊部長。
該黨主張歐洲懷疑主義，但不謀求脫離歐盟。因此與其他主要疑歐政黨如英國獨立黨有所差異。保衛法國運動反對歐盟擴張，在2005年《歐洲憲法》公投主張反對。
該黨也強烈反對土耳其加入歐盟與法國伊斯蘭化。

## 媒體意見
由於對伊斯蘭與穆斯林移民的觀點，保衛法國運動與維里耶被 CNN、《明鏡》、《華爾街日報》、《波士頓環球報》、《舊金山紀事報》等國際媒體視為「極右派」。

## 意识形态
保衛法國運動支持法國在「人們與合作」的歐洲內進行民族獨立。不同於英國獨立黨，法國運動不支持脫離歐盟，而是支持徹底檢查和維修現行法國/歐洲的歐盟政策和法律。該黨強烈批評歐盟內過度的官僚作風和技術官僚政治。

## 外部連結
- 保衛法國運動官方網站